# Gentofte Rådhus
Gentofte Rådhus, beliggende Bernstorffsvej 161 i Charlottenlund, er det administrative centrum for Gentofte Kommune og er arbejdsplads for ca. 500 personer.
Den monumentale bygning i nyklassicisme er tegnet af kgl. bygningsinspektør Thorvald Jørgensen og opført 1934-36. Samme arkitekt i kompagniskab med Kai Rasmussen tegnede en nordlig udvidelsesfløj, der blev bygget under Besættelsen 1942-44. Anlægget blev langt senere afsluttet med en modernistisk sydlig fløj, der blev tegnet af Hoff og Windinge I/S med Bent Sand Høgsberg, Poul Wested Olesen og Palle Rydahl Drost som medindehavere.

## Tidligere rådhuse
Kommunens første bygning, der var opført som rådhus, lå på hjørnet af L.E. Bruunsvej og Rådhusvej. Bygningen var fra 1903 og tegnet af kommunens arkitekt Andreas Thejll. Det er siden nedrevet, men navnet Rådhusvej lever videre.
55°44′57.9″N 12°33′22.0″Ø / 55.749417°N 12.556111°Ø